# آی‌ان‌اس هانیت
آی‌ان‌اس هانیت (به انگلیسی: INS Hanit) یک کشتی است که طول آن ۸۵٫۶۴ متر (۲۸۰٫۹۷ فوت) می‌باشد. این کشتی در سال ۱۹۹۴ ساخته شد.